# Kevin Magnussen
Kevin Jan Magnussen (* 5. října 1992 Roskilde) je dánský automobilový závodník a syn bývalého pilota Formule 1 Jana Magnussena. V letech 2014–2024 závodil ve Formuli 1.
Do juniorské formule vstoupil v roce 2008, první titul získal v tomtéž roce v dánském šampionátu Formula Ford. V roce 2009 skončil druhý v sérii Formula Renault NEC a v roce 2011 opět druhý v britské Formuli 3. Další rok vyhrál s týmem DAMS Formula Renault 3.5.
Od roku 2010 byl členem juniorského programu McLarenu a v roce 2014 za tým závodil po boku Jensona Buttona. Při svém debutu v Grand Prix Austrálie skončil druhý a získal tak své první body i pódiové umístění. V roce 2015 ho nahradil Fernando Alonso, Magnussen v McLarenu zůstal jako rezervní jezdec. V roce 2016 závodil za Renault, než se v roce 2017 přesunul do Haasu, ve kterém působil až do konce roku 2020. V roce 2018 s týmem dosáhl na své nejlepší konečné umístění, kdy v šampionátu jezdců získal deváté místo. V roce 2021 opustil Formuli 1 a vstoupil do šampionátu IMSA SportsCar, zúčastnil se také jednoho závodu IndyCar a odjel 24 hodin Le Mans.
V roce 2022 se vrátil do Haasu, kde nahradil Nikitu Mazepina, a na Grand Prix São Paula získal svou první a jedinou pole position. V týmu zůstal do konce roku 2024. V roce 2025 se stal továrním jezdcem BMW pro závody sportovních vozů.
Celkem ve Formuli 1 získal 1 pole position, zajel 3 nejrychlejší kola a jednou skončil mezi třemi nejlepšími.

## Kariéra
Od roku 2014 do konce sezony 2015 byl angažován do týmu McLaren, kam přestoupí po titulu ve Formuli Renault 3.5 s týmem DAMS, stejně jako Lewis Hamilton, který při vstupu do F1 v roce, také začínal u týmu McLaren. I on byl stejně jak Magnussen angažován po titulu v GP2 Series. V týmu McLaren nahradil Mexičana Sergia Péreze a stal se týmovým kolegou Jensona Buttona.
V roce 2015 plnil u týmu pouze roli rezervního jezdce, místo něj ve vozu po boku Buttona jezdil Fernando Alonso, kterého nahradil kvůli Alonsově zranění z testů v úvodní GP Austrálie. Magnussen si pak v září roku 2015 sám zlomil ruku.
Pro sezonu 2016 jej vrátil do závodní sedačky tým Renault, kde nahradil Pastora Maldonada. V roce 2016 se Magnussen umístil na celkovém 16. místě v pořadí jezdců. Jeho nejlepším závodem v tomto roce se stala Grand Prix Ruska, kde se umístil na 7. místě.
V roce 2017 podepsal smlouvu s týmem Haas. Jeho týmovým kolegou se stal Romain Grosjean. V Grand Prix Maďarska 2017 se na trati nepohodl s pilotem svého předchozího týmu Renaultu Nicem Hülkenbergem, který jej označil za nejneférovějšího pilota v poli F1. Magnussen, jemuž to šel Nico říct osobně, reagoval hláškou „Suck My Balls“, která se ihned stala populární na internetu. Sezónu dokončil na čtrnáctém místě s devatenácti body.
Po roční pauze se Magnussen vrátil do F1 jako jezdec Haasu. Stihl se zúčastnit posledních dvou předsezónních testů v Bahrajnu, protože ruský jezdec Haasu Nikita Mazepin kvůli ruské invazi na Ukrajinu musel ve Formuli 1 skončit stejně jako sponzor amerického týmu Uralkali. Magnussena tak Haas sehnal narychlo, ale i když 15 měsíců v F1 nezávodil, dokázal předposlední den zajet nejrychlejší kolo ze všech.

## Výsledky
| Legenda k tabulce | Legenda k tabulce                                                                       |
| Barva             | Výsledek                                                                                |
| ----------------- | --------------------------------------------------------------------------------------- |
| Zlatá             | Vítěz                                                                                   |
| Stříbrná          | 2. místo                                                                                |
| Bronzová          | 3. místo                                                                                |
| Zelená            | Bodované umístění                                                                       |
| Modrá             | Nebodované umístění                                                                     |
| Modrá             | Dokončil neklasifikován (NC)                                                            |
| Fialová           | Odstoupil (Ret)                                                                         |
| Červená           | Nekvalifikoval se (DNQ)                                                                 |
| Červená           | Nepředkvalifikoval se (DNPQ)                                                            |
| Černá             | Diskvalifikován (DSQ)                                                                   |
| Bílá              | Nestartoval (DNS)                                                                       |
| Bílá              | Závod zrušen (C)                                                                        |
| Světle modrá      | Pouze trénoval (PO)                                                                     |
| Světle modrá      | Páteční testovací jezdec (TD)                                                           |
| Bez barvy         | Netrénoval (DNP)                                                                        |
| Bez barvy         | Vyřazen (EX)                                                                            |
| Bez barvy         | Nepřijel (DNA)                                                                          |
| Bez barvy         | Odvolal účast (WD)                                                                      |
| Bez barvy         | Nezúčastnil se (prázdné)                                                                |
| Označení          | Význam                                                                                  |
| Tučnost           | Pole position                                                                           |
| Kurzíva           | Nejrychlejší kolo                                                                       |
| †                 | Jezdec nedojel do cíle, ale byl klasifikován, protože odjel více než 90 % délky závodu. |
| ‡                 | Byl udělován poloviční počet bodů, protože bylo odjeto méně než 75 % délky závodu.      |
| Horní index       | Umístění bodujících jezdců ve sprintu                                                   |

### Závodní kariéra
| Sezóna | Série                                      | Tým                          | Závody          | Vítězství | PP | NK | Pódia | Body | Umístění  |
| ------ | ------------------------------------------ | ---------------------------- | --------------- | --------- | -- | -- | ----- | ---- | --------- |
| 2008   | Danish Formula Ford                        | Fukamuni Racing              | 15              | 11        | 6  | 10 | 12    | 267  | 1. místo  |
| 2008   | Formula Ford Duratec Benelux               | Fukamuni Racing              | 2               | 0         | 0  | 0  | 0     | 19   | 19. místo |
| 2008   | Formula Ford Festival – Duratec Class      | Fukamuni Racing              | 1               | 0         | 0  | 0  | 0     | —    | 7. místo  |
| 2008   | Formula Ford NEZ                           | Fukamuni Racing              | 1               | 1         | 1  | 1  | 1     | 27   | 4. místo  |
| 2008   | ADAC Formel Masters                        | Van Amersfoort Racing        | 4               | 0         | 0  | 1  | 2     | 30   | 12. místo |
| 2008   | Formula Renault 2.0 Portugal Winter Series | Motopark Academy             | 2               | 0         | 0  | 0  | 1     | 12   | 10. místo |
| 2009   | Formula Renault 2.0 NEC                    | Motopark Academy             | 14              | 1         | 2  | 4  | 12    | 278  | 2. místo  |
| 2009   | Eurocup Formula Renault 2.0                | Motopark Academy             | 14              | 0         | 0  | 1  | 1     | 50   | 7. místo  |
| 2009   | Renault Clio Cup Denmark                   | ?                            | 2               | 0         | 0  | 0  | 1     | 18   | 12. místo |
| 2010   | German Formula 3                           | Motopark Academy             | 18              | 3         | 0  | 0  | 8     | 96   | 3. místo  |
| 2010   | Formula 3 Euro Series                      | Motopark Academy             | 2               | 1         | 0  | 0  | 1     | 8    | 12. místo |
| 2011   | British Formula 3                          | Carlin                       | 29              | 7         | 6  | 9  | 9     | 237  | 2. místo  |
| 2011   | Masters of Formula 3                       | Carlin                       | 1               | 0         | 0  | 0  | 1     | —    | 3. místo  |
| 2011   | Grand Prix Macaa                           | Carlin                       | 1               | 0         | 0  | 0  | 0     | —    | 14. místo |
| 2012   | Formula Renault 3.5                        | Carlin                       | 17              | 1         | 3  | 0  | 3     | 106  | 7. místo  |
| 2012   | Danish Thundersport                        | Fukamuni Racing              | 1               | 1         | 0  | 0  | 1     | 0    | —         |
| 2013   | Formula Renault 3.5                        | DAMS                         | 17              | 5         | 8  | 3  | 13    | 274  | 1. místo  |
| 2014   | Formule 1                                  | McLaren Mercedes             | 19              | 0         | 0  | 0  | 1     | 55   | 11. místo |
| 2015   | Formule 1                                  | McLaren Honda                | 1               | 0         | 0  | 0  | 0     | 0    | —         |
| 2015   | Formule 1                                  | McLaren Honda                | Rezervní jezdec |           |    |    |       |      |           |
| 2016   | Formule 1                                  | Renault Sport F1 Team        | 21              | 0         | 0  | 0  | 0     | 7    | 16. místo |
| 2017   | Formule 1                                  | Haas F1 Team                 | 20              | 0         | 0  | 0  | 0     | 19   | 14. místo |
| 2018   | Formule 1                                  | Haas F1 Team                 | 21              | 0         | 0  | 1  | 0     | 56   | 9. místo  |
| 2019   | Formule 1                                  | Haas F1 Team                 | 21              | 0         | 0  | 1  | 0     | 20   | 16. místo |
| 2020   | Formule 1                                  | Haas F1 Team                 | 17              | 0         | 0  | 0  | 0     | 1    | 20. místo |
| 2021   | IMSA SportsCar - DPI                       | Cadillac Chip Ganassi Racing | 10              | 1         | 1  | 4  | 5     | 2879 | 7. místo  |
| 2021   | IndyCar Series                             | Arrow McLaren SP             | 1               | 0         | 0  | 0  | 0     | 7    | 42. místo |
| 2021   | 24 hodin Le Mans - LMP2                    | High Class Racing            | 1               | 0         | 0  | 0  | 0     | —    | 17. místo |
| 2022   | Formule 1                                  | Haas F1 Team                 | 22              | 0         | 1  | 0  | 0     | 25   | 13. místo |
| 2022   | IMSA SportsCar - DPi                       | Cadillac Chip Ganassi Racing | 1               | 0         | 0  | 0  | 0     | 275  | 23. místo |
| 2022   | Intercontinental GT Challenge              | AF Corse - MDK Motorsports   | 1               | 0         | 0  | 0  | 0     | 8    | 18. místo |
| 2023   | Formule 1                                  | MoneyGram Haas F1 Team       | 22              | 0         | 0  | 0  | 0     | 3    | 19. místo |
| 2024   | Formule 1                                  | MoneyGram Haas F1 Team       | 23              | 0         | 0  | 1  | 0     | 16   | 15. místo |
| 2025   | FIA WEC                                    | BMW M Team WRT               | 0               | 0         | 0  | 0  | 0     | 0    | *         |
| 2025   | IMSA SportsCar - GTP                       | BMW M Team RLL               | 1               | 0         | 1  | 0  | 0     | 315  | *         |

### Kompletní výsledky ve Formuli 1
| Rok  | Tým                    | Šasi           | Motor                    | 1       | 2      | 3       | 4       | 5       | 6       | 7       | 8       | 9       | 10      | 11     | 12      | 13      | 14      | 15     | 16      | 17      | 18      | 19      | 20      | 21       | 22     | 23    | 24     | Body | Umístění  |
| ---- | ---------------------- | -------------- | ------------------------ | ------- | ------ | ------- | ------- | ------- | ------- | ------- | ------- | ------- | ------- | ------ | ------- | ------- | ------- | ------ | ------- | ------- | ------- | ------- | ------- | -------- | ------ | ----- | ------ | ---- | --------- |
| 2014 | McLaren Mercedes       | McLaren MP4-29 | Mercedes PU106A 1,6 V6 t | AUS 2   | MAL 9  | BHR Ret | CHN 13  | ESP 12  | MON 10  | CAN 9   | AUT 7   | GBR 7   | GER 9   | HUN 12 | BEL 12  | ITA 10  | SIN 10  | JPN 14 | RUS 5   | USA 8   | BRA 9   | ABU 11  |         |          |        |       |        | 55   | 11. místo |
| 2015 | McLaren Honda          | McLaren MP4-30 | Honda RA615H 1,6 V6 t    | AUS DNS | MAL    | CHN     | BHR     | ESP     | MON     | CAN     | AUT     | GBR     | HUN     | BEL    | ITA     | SIN     | JPN     | RUS    | USA     | MEX     | BRA     | ABU     |         |          |        |       |        | 0    | —         |
| 2016 | Renault Sport F1 Team  | Renault R.S.16 | Renault R.E.16 1,6 V6 t  | AUS 12  | BHR 11 | CHN 17  | RUS 7   | ESP 15  | MON Ret | CAN 16  | EUR 14  | AUT 14  | GBR 17† | HUN 15 | GER 16  | BEL Ret | ITA 17  | SIN 10 | MAL Ret | JPN 14  | USA 12  | MEX 17  | BRA 14  | ABU Ret  |        |       |        | 7    | 16. místo |
| 2017 | Haas F1 Team           | Haas VF-17     | Ferrari 062 1,6 V6 t     | AUS Ret | CHN 8  | BHR Ret | RUS 13  | ESP 14  | MON 10  | CAN 12  | AZE 7   | AUT Ret | GBR 12  | HUN 13 | BEL 15  | ITA 11  | SIN Ret | MAL 12 | JPN 8   | USA 16  | MEX 8   | BRA Ret | ABU 13  |          |        |       |        | 19   | 14. místo |
| 2018 | Haas F1 Team           | Haas VF-18     | Ferrari 062 EVO 1,6 V6 t | AUS Ret | BAH 5  | CHN 10  | AZE 13  | ESP 6   | MON 13  | CAN 13  | FRA 6   | AUT 5   | GBR 9   | GER 11 | HUN 7   | BEL 8   | ITA 16  | SIN 18 | RUS 8   | JPN Ret | USA DSQ | MEX 15  | BRA 9   | ABU 10   |        |       |        | 56   | 9. misto  |
| 2019 | Haas F1 Team           | Haas VF-19     | Ferrari 064 1,6 V6 t     | AUS 6   | BAH 13 | CHN 13  | AZE 13  | ESP 7   | MON 14  | CAN 17  | FRA 17  | AUT 19  | GBR Ret | GER 8  | HUN 13  | BEL 12  | ITA Ret | SIN 17 | RUS 9   | JPN 15  | MEX 15  | USA 18† | BRA 11  | ABU 14   |        |       |        | 20   | 16. místo |
| 2020 | Haas F1 Team           | Haas VF-20     | Ferrari 065 1,6 V6 t     | AUT Ret | STY 12 | HUN 10  | GBR Ret | 70A Ret | ESP 15  | BEL 17  | ITA Ret | TUS Ret | RUS 12  | EIF 13 | POR 16  | EMI Ret | TUR 17† | BHR 17 | SKR 15  | ABU 18  |         |         |         |          |        |       |        | 1    | 20. místo |
|      |                        |                |                          |         |        |         |         |         |         |         |         |         |         |        |         |         |         |        |         |         |         |         |         |          |        |       |        |      |           |
| 2022 | Haas F1 Team           | Haas VF-22     | Ferrari 066/7 1,6 V6 t   | BHR 5   | SAU 9  | AUS 14  | EMI 98  | MIA 16† | ESP 17  | MON Ret | AZE Ret | CAN 17  | GBR 10  | AUT 87 | FRA Ret | HUN 16  | BEL 16  | NED 15 | ITA 16  | SIN 12  | JPN 14  | USA 9   | MXC 17  | SAP Ret8 | ABU 17 |       |        | 25   | 13. místo |
| 2023 | MoneyGram Haas F1 Team | Haas VF-23     | Ferrari 066/10 1,6 V6 t  | BHR 13  | SAU 10 | AUS 17† | AZE 13  | MIA 10  | MON 19† | ESP 18  | CAN 17  | AUT 18  | GBR Ret | HUN 17 | BEL 15  | NED 14  | ITA 18  | SIN 10 | JPN 15  | QAT 14  | USA 14  | MXC Ret | SAP Ret | LVG 13   | ABU 20 |       |        | 3    | 19. místo |
| 2024 | MoneyGram Haas F1 Team | Haas VF-24     | Ferrari 066/10 1,6 V6 t  | BHR 12  | SAU 12 | AUS 10  | JPN 13  | CHN 16  | MIA 18  | EMI 12  | MON Ret | CAN 12  | ESP 17  | AUT 8  | GBR 12  | HUN 15  | BEL 14  | NED 18 | ITA 10  | AZE     | SIN 19† | USA 117 | MXC 7   | SAP WD   | LVG 12 | QAT 9 | ABU 16 | 16   | 15. místo |